# هانس آومایر
هانس آومایر (به آلمانی: Hans Aumeier) (زاده ۲۰ اوت ۱۹۰۶-مرگ ۲۸ ژانویه ۱۹۴۸) یک افسر آلمانی در دوره رایش سوم و معاون فرمانده اردوگاه مرگ آشویتس بود. وی در ۱۱ ژوئن ۱۹۴۵ دستگیر شد و در ۲۸ ژانویه ۱۹۴۸ با طناب دار اعدام شد.